# Bicefalul anomal
Bicefalul anomal (în italiană L'anomalo bicefalo) este o piesă de teatru satirică scrisă de Dario Fo împreună cu Franca Rame în 2003, inspirată de „aventurile” judecătorești, politice și economice ale fostului prim ministru italian Silvio Berlusconi.
Dario Fo joacă rolul lui Berlusconi, care după ce își pierde memoria într-un accident, reușește să o redobândească mărturisind adevărul în ceea ce privește unele mistere care acompaniază creșterea imperiului său economic și fulgerătoarea carieră politică. Temporar, difuzarea comediei în televiziune a fost interzisă, datorită procesului intentat de ex ministrul Marcello Dell'Utri (opera cita unele dintre procesele sale).